# Magdalene von Hessen-Kassel

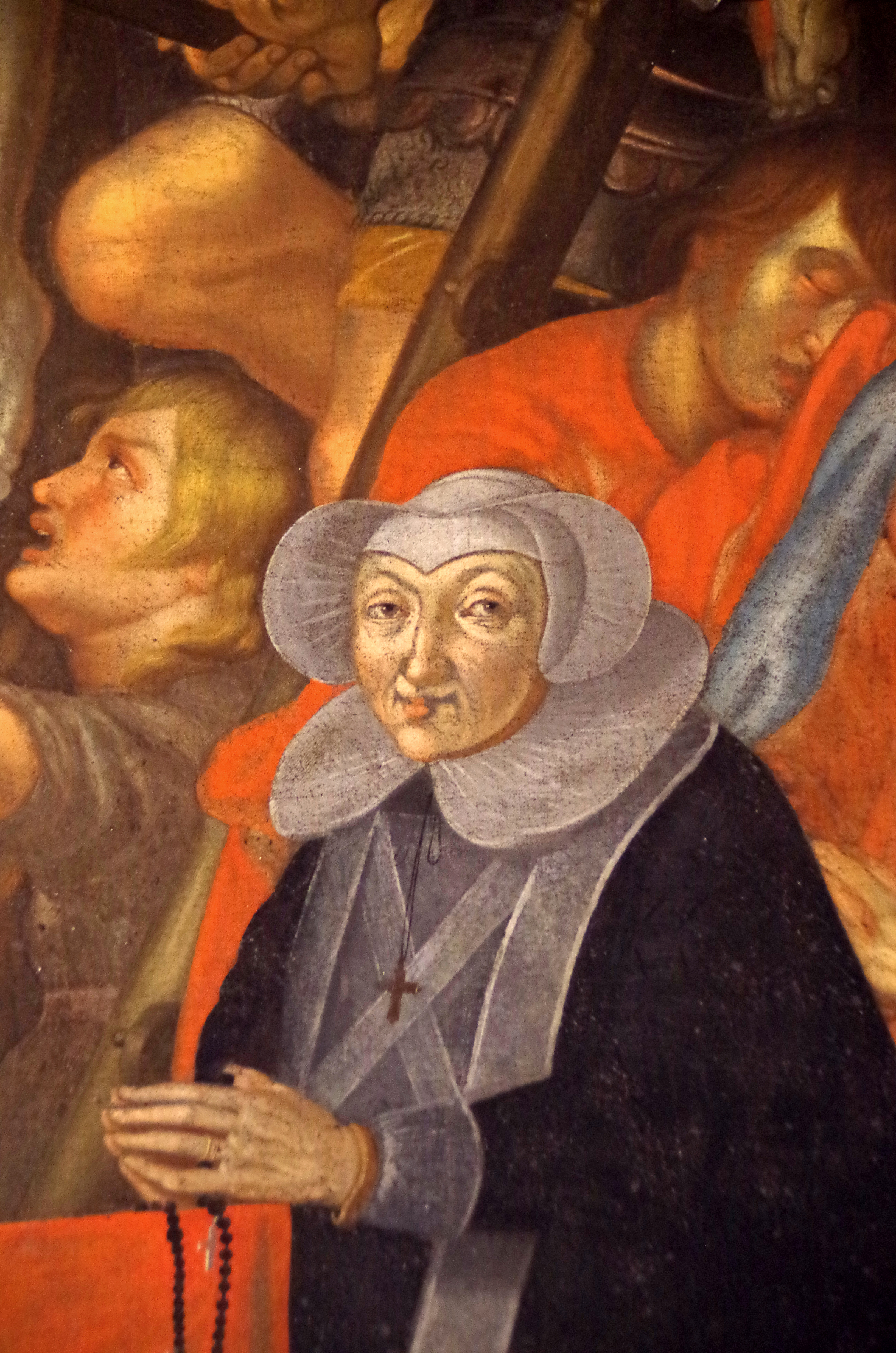
Gräfin Magdalene von Hessen-Kassel auf dem Stifterbild in St. Matthias (Reifferscheid)

Magdalene von Hessen-Kassel (* 25. August 1611 in Kassel; † 12. Februar 1671 in Bedburg) war eine Prinzessin von Hessen-Kassel und durch Heirat Altgräfin zu Salm-Reifferscheidt.

## Leben
Magdalene war eine Tochter des Landgrafen Moritz von Hessen-Kassel (1572–1632) aus dessen Ehe mit Juliane (1587–1643), Tochter des Grafen Johann von Nassau-Dillenburg.
Sie heiratete auf Vermittlung von Otto von der Malsburg am 27. April 1646 in Rotenburg Altgraf Erich Adolf zu Salm-Reifferscheidt (1619–1673). Zum Zeitpunkt der Eheschließung war Magdalene für ihre Zeit in bereits fortgeschrittenem Alter. Sie hatte vorher lange bei ihrer Mutter gelebt. Ihr Bruder Ernst beurteilte nach der Heirat seine Schwester: “ [...] eine alte Schachtel, weil sie sonst nicht hingewußt.” Erich Adolf galt nicht nur als rangniedriger als Magdalene, sondern war auch römisch-katholisch. Magdalene blieb Protestantin, wurde aber auf Geheiß ihres Gemahls in einem Franziskanerinnenkloster bestattet. Auch ihre Kinder wurden katholisch erzogen.

## Nachkommen
Aus ihrer Ehe hatte Magdalene folgende Kinder:
- Wilhelm Heinrich (1647–1651)
- Sophie Magdalena (1649–1675)

⚭ 1669 Landgraf Karl von Hessen-Rheinfels zu Wanfried und Eschwege (1649–1711)
- Anna Ernestine Felizitas (1650–1692), Nonne in Essen
- Maria Katharina Maximiliana (1651–1687)

⚭ 1673 Truchsess und Graf Sebastian Wunibald von Waldburg zu Zeil und Wurzach († 1700)